# Oberwil (Bazylea-Okręg)
Oberwil – gmina (niem. Einwohnergemeinde) w północnej Szwajcarii, w kantonie Bazylea-Okręg, w okręgu Arlesheim. 31 grudnia 2020 roku liczyła 11 104 mieszkańców.